# Строка (река)
Строка — река в России, протекает в Алапаевском районе Свердловской области. Исток реки находится рядом с посёлком Строкинка, устье — в 36 км по правому берегу реки Мугай. Длина реки Строки составляет 20 км.

## Данные водного реестра
По данным государственного водного реестра России, река Строка относится к Иртышскому бассейновому округу, речному бассейну Иртыша, речному подбассейну Тобола. Водохозяйственный участок — Тагил от города Нижнего Тагила и до устья.
По данным геоинформационной системы водохозяйственного районирования территории РФ, подготовленной Федеральным агентством водных ресурсов:
- Код водного объекта в государственном водном реестре — 14010501512111200005668
- Код по гидрологической изученности (ГИ) — 111200566
- Код бассейна — 14.01.05.015
- Номер тома по ГИ — 11
- Выпуск по ГИ — 2